# Den Haag Centrum voor Strategische Studies
Het Den Haag Centrum voor Strategische Studies (HCSS, Engels: The Hague Centre for Strategic Studies) is een onafhankelijk kennisinstituut dat zich richt op strategische besluitvormingsondersteuning en advies op het gebied van internationale en nationale veiligheidsvraagstukken. Het instituut is gevestigd aan het Lange Voorhout in Den Haag.
Het HCSS doet strategisch onderzoek en analyses over o.a. internationale vrede en veiligheid, geopolitieke ontwikkelingen en trends, conflictbeheersing, defensietransformatie en terrorisme. HCSS werkt voor opdrachtgevers in zowel de publieke als private sector. Partners van HCSS zijn politieke, economische en militaire besluitvormers in Nederland, Europa, internationale organisaties zoals de NAVO en de EU en academische instellingen over de hele wereld. HCSS neemt ook deel aan consortia als het Water Peace and Security (WPS) partnerschap en de International Military Council on Climate and Security (IMCCS).
De analisten en experts van HCSS treden met regelmaat op in nationale en internationale media om commentaar te leveren op geopolitieke ontwikkelingen en internationale veiligheidsvraagstukken.

## Historie
HCSS ontstond binnen TNO in 2003 als een onderdeel van de afdeling Strategie en Beleidsstudies van Business Unit 2 van TNO Defensie en Veiligheid. In 2003 sloot TNO met Clingendael een samenwerkingsverband, dat bekendstond onder de naam het Clingendael Centrum voor Strategische Studies. De oprichter, prof. dr. Rob de Wijk, hoogleraar internationale betrekkingen aan de Universiteit van Leiden, startte de denktank met een klein team van senior experts en analisten afkomstig van organisaties als de TNO, RAND, Clingendael, het Nederlandse Ministerie van Defensie en de Verenigde Naties.
Sinds maart 2007 is HCSS een onafhankelijke strategische denktank. TNO was 100% aandeelhouder van TNO Bedrijven, die 100% aandeelhouder is van TNO Deelnemingen die op haar beurt 80% van de aandelen van HCSS heeft. TNO heeft haar belang in TNO Bedrijven per 30 maart 2017 voor 55% verkocht aan First Dutch Innovations te Delft.
Sinds december 2019 is het managementteam van HCSS voor 100% aandeelhouder.
In mei 2023 bekritiseerde De Volkskrant het HCSS wegens gebrek aan openheid over zijn financiële bronnen, wat met zich meebrengt dat de onafhankelijkheid van HCSS niet zou zijn te verifiëren.